# Dorothy Fontana

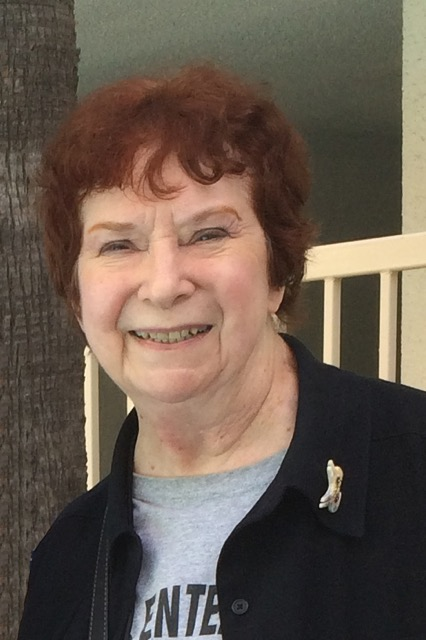
D. C. Fontana (2016)

Dorothy Catherine „D. C.“ Fontana (* 25. März 1939 in Sussex County, New Jersey; † 2. Dezember 2019 in Los Angeles) war eine US-amerikanische Drehbuchautorin, die vor allem für ihre in den 1960er Jahren entstandenen Drehbücher der Serie Raumschiff Enterprise bekannt wurde. Sie schrieb auch unter dem Pseudonym J. Michael Bingham.
Für ihr Lebenswerk wurde D. C. Fontana 2020 posthum mit der Aufnahme in die Science Fiction and Fantasy Hall of Fame geehrt.

## Leben
Seit 1960 trat Fontana als Drehbuchautorin vor allem für Fernsehserien in Erscheinung. Nach Raumschiff Enterprise war sie auch an anderen Serien sowie Computerspielen aus dem Star-Trek-Universum beteiligt. Sie war dort die erste weibliche Drehbuchautorin überhaupt. Insgesamt war sie als Autorin an mehr als 40 Produktionen beteiligt.
Sie war als Lehrkraft im Bereich des Drehbuchschreibens am American Film Institute Conservatory tätig.
2001 wurde Fontana von der American Screenwriters Association in die Screenwriting Hall of Fame aufgenommen. Die Writers Guild of America zeichnete sie 2002 mit dem Morgan Cox Award aus. 2020 wurde sie postum in die Science Fiction Hall of Fame aufgenommen.
Fontana verstarb im Alter von 80 Jahren. Sie hinterließ ihren Ehemann Dennis Skotak.

## Drehbücher (Auswahl)

### Star Trek: The Original Series (TOS)
- 1966: Der Fall Charly (1x02, Charlie X)
- 1967: Morgen ist Gestern (1x19, Tomorrow Is Yesterday)
- 1967: Im Namen des jungen Tiru (2x11, Friday’s Child)
- 1967: Reise nach Babel (2x10, Journey to Babel)
- 1968: Die unsichtbare Falle (3x02, The Enterprise Incident)
- 1969: Gefährliche Planetengirls (3x17, That Which Survives)
- 1969: Die Reise nach Eden (3x20, The Way to Eden)

Für die Folgen Gefährliche Planetengirls und Die Reise nach Eden schrieb sie unter dem Pseudonym „Michael Richards“ die Handlung der Folge.

### Star Trek: The Animated Series
- 1973: Das Zeitportal (1x02, Yesteryear)

### Star Trek: The Next Generation
- 1987: Der Mächtige und Mission Farpoint (1x01–1x02, Encounter at Farpoint)
- 1987: Gedankengift (1x03, The Naked Now)
- 1987: Die geheimnisvolle Kraft (1x07, Lonely Among Us)
- 1988: Die Entscheidung des Admirals (1x16, Too Short A Season)
- 1988: Worfs Brüder (1x20, Heart of Glory)

### Deep Space 9
- 1993: Der Fall “Dax” (1x08, Dax)

### Babylon 5
- The War Prayer
- Legacies
- A Distant Star

## Werke
- Ein Computer wird gejagt. Bastei Lübbe, Bergisch Gladbach 1978, ISBN 978-3-404-00947-3. Zum gleichnamigen Fernsehfilm (auch Ein Android wird gejagt; Originaltitel: The Questor Tapes, USA 1974)
- Star Trek: Vulkans Ruhm. Heyne, München 1996, ISBN 978-3-453-07426-2.